# Region Savanes
Savanes – jeden z pięciu regionów Togo. Jego stolicą i największym miastem jest Dapaong. Poza tym, na terenie regionu znajdują się jeszcze dwa miasta liczące powyżej 10 000 mieszkańców: Senkase oraz Sansanné-Mango. Region graniczy od wschodu z Beninem, od zachodu z Ghaną, od północy z Burkina Faso, a od południa z regionem Kara.
Region Plateaux dzieli się na cztery prefektury: Kpendjal, Oti, Tandjouaré oraz Tône.